# Ercole Francesco Dandini
Ercole Francesco Dandini est un jurisconsulte italien, né à Ancône le 4 novembre 1695 et mort à Padoue le 7 novembre 1747.

## Biographie
Issu d'une famille noble de Cesena, Ercole Francesco Dandini étudia les belles-lettres à Rome, sous la direction de son oncle, le prélat Anselmo Dandini, et y acquit une connaissance des langues grecque, latine et italienne. Il s'y adonna encore à l'étude de la théologie, et ensuite de la jurisprudence sous Giovanni Vincenzo Gravina. À l'age de trente-cinq ans, il vint s'établir à Cesena où il maria Isabella Fattiboni. Il fonda en cette ville et dans sa propre maison l'« académie des Filomatori », ou Filomati, dont il rédigea et fit imprimer les règlements tracés sur le modèle de la loi des Douze Tables. En 1735 il fut appelé à Padoue pour y occuper, dans l'université, la chaire des Pandectes et du Code de Justinien, qu'il remplissait encore lorsqu'il mourut, à l'âge de cinquante-deux ans.

## Œuvres
- Cæsaris Brixii ad Clementem VIII, Pont. Max. urbis Cesenæ descriptio a Francisco Maria Faccino Cæsenate nunc primum ex italico in latinum sermonem versa, et Herclei Dinundæ adnotationibus illustrata ac locupletata, inséré dans le tome IX du Thesaurus Antiquitatum et Historiarum Italiae de Pieter Burmann ;
- Otium Aricinum, sive de urbanis officiis Dialogi V, quibus accedit ab eodem (Dandinio) ex italico sermone in latinum conversus Joannis Casæ Galateus, Rome, 1728 , in-4° ;
- Leges academiæ philomatorum nuper in urbe Cæsenæ institutæ kalendis januarii, Cesena, 1731, in-8° ;
- De forensi scribendi ratione culta atque perspicua, dialogus primus, 1 vol in-4°, Padoue, 1734 ;
- De ea distribuentis justitiæ parte quæ in præmiis largiendis versatur commentariolus ad interpretationem legis XIV, ff. de honoribus, et § gerendarum de muneribus et honoribus, in-4°, Padoue, 1734 ;
- De servitutibus prædiorum interpretationes per epistolas ad loca quædam libri VII et VIII pandectarum illustranda pertinentes, vol. gr. in-4°, Vérone, 1741.